# Ogonna Nnamani

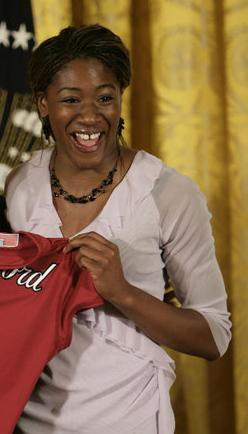
Ogonna Nnamani 2005

Ogonna Nneka Nnamani (* 29. Juli 1983 in Bloomington, Indiana) ist eine US-amerikanische Volleyballspielerin. 
Die 1,85 Meter große Spielerin, deren Eltern aus Nigeria in die Vereinigten Staaten einwanderten, begann ihre Karriere im Volleyballteam der Stanford University, mit dem sie gleich in ihrem ersten Jahr 2001 die NCAA-Meisterschaft gewann. Gleichzeitig durchlief sie die verschiedenen Jugendnationalmannschaften der Vereinigten Staaten. 2002 gehörte sie erstmals der US-Nationalmannschaft an. Ihr erstes großes internationales Turnier waren die Panamerikanischen Spiele 2003, bei denen Nnamani mit dem US-Team die Bronzemedaille gewann. 2004 belegte sie mit der US-Mannschaft den fünften Platz bei den Olympischen Spielen in Athen.
Nach ihrem Abschluss in Humanbiologie wechselte Nnamani ins Ausland, um professionell Volleyball zu spielen. Sie begann 2006 bei Pinkin de Corozal, Puerto Rico, und spielte dann bei Piacenza in Italien. Im Januar 2007 wechselte sie zum VBC Voléro Zürich und wechselte dann zu Asystel Novara. Seit Saisonbeginn 2008/2009 spielt sie bei Galatasaray Istanbul.
Bei den Olympischen Spielen 2008 in Peking war sie trotz ihrer mehrjährigen Erfahrung zweitjüngste Spielerin des US-Teams. Im olympischen Finale verloren die US-Amerikanerinnen gegen Brasilien und gewannen damit die Silbermedaille.
Sie ist eng verwandt mit dem Gouverneur des nigerianischen Bundesstaates Enugu, Chimaroke Nnamani.